# قائمة أفلام خالد الحجر
| اسم الفيلم                           | النوع                                      | تأليف/ إخراج                | إنتاج | معلومات أخرى |
| ------------------------------------ | ------------------------------------------ | --------------------------- | --- | --- |
| حرام الجسد (2016)                    | فيلم روائى طويل                            | خالد الحجر                  | جابي خوري أفلام مصر العالمية يوسف شاهين                                                                        | جائزة أفضل ممثلة وجائزة لجنة تحكيم خاصة، أفضل فيلم، بمهرجان فانتسبورتو2017، البرتغال جائزة أفضل ممثلة ،وأفضل صوت وأفضل ديكور بالمهرجان القومى للسينما |
| شمس (2014)                           | مسلسل تليفزيونى 30 حلقة                    | مشاركة في السيناريو والحوار | كينج توت للإنتاج الإعلامى                                                                                      | جائزة أفضل مسلسل تليفزيوني دراما عن عام 2014 |
| فرح ليلى (2013)                      | مسلسل تليفزيونى 30 حلقة                    | قصة / إخراج                 | كينج توت للإنتاج الإعلامى                                                                                      | جائزة أفضل مسلسل تليفزيوني دراما عن عام 2013 |
| البلطجي (2012)                       | مسلسل تليفزيونى 30 حلقة                    | إخراج                       | سى بى سى | مشاركة مى سليم |
| دوران شبرا (2011)                    | مسلسل تليفزيونى 30 حلقة                    | إخراج                       | جابى خورى افلام مصر العالمية يوسف شاهين                                                                        | BBC World Service Trust تم التصويت من قبل النقاد كأفضل مسلسل تليفزيونى وأفضل مخرج لعام 2011، جائزة حقوق الإنسان |
| الشوق (2011)                         | فيلم روائي طويل                            | إخراج                       | اربيكا موفيز منتج مشارك : ثرى بى للإنتاج فرنسا                                                                 | أفضل فيلم دولي – جائزة الهرم الذهبي بمهرجان القاهرة الدولي السينمائي ديسمبر 2010 أفضل ممثلة دولية - سوسن بدر بمهرجان القاهرة الدولي السينمائي ديسمبر 2010 أفضل فيلم دولي، وأفضل ممثلة، بمهرجان مسقط السينمائي 2012 أفضل ممثلة بمهرجان وهران 2012 الوصول إلى التصفيات النهائية لجائزة "أوسكار" أفضل فيلم أجنبي لعام 2012 |
| قبلات مسروقة (2008)                  | فيلم روائي طويل                            | إخراج                       | جهاز السينما / الشركة المصرية لمدينة الإنتاج الإعلامى الفائز بعدد 8 جوائز للتمثيل بمهرجان الإسكندرية السينمائي | |
| مفيش غير كده (2006)                  | فيلم روائي طويل                            | إخراج                       | اتحاد الفناننين للسينما والفيديو                                                                               | حصل على جائزة أفضل مخرج، أفضل فيلم غنائى في مهرجان أوسكار الأغنية المصرية |
| حب البنات (2004)                     | فيلم روائي طويل                            | إخراج                       | جهاز السينما / الشركة المصرية لمدينة الإنتاج الإعلامى                                                          | تكريم خاص بمهرجان القاهرة الدولى السينمائي الحصول على سبع جوائز بالمهرجان القومى للسينما جائزة أفضل مخرج بمهرجان أمل العربي للأفلام - إسبانيا |
| عناصر من عندى (2004)                 | فيلم قصير                                  | تأليف / إخراج               | ARTE – Germany                                                                                                 | جائزة أفضل اداء بمهرجان الصور المتحركة، تورونتو لعام 2004 |
| سماء حمراء في الليل (2003)           | فيلم قصير                                  | إخراج                       | المملكة المتحدة                                                                                                | |
| غرفة للإيجار (2002)                  | فيلم روائى طويل.                           | تأليف وإخراج                | قناة إستيديو إنجلترا ,فرنسا / مؤسسة المراهنات المعروفة بلوتري                                                  | حصل على جائزة الجمهور - أفضل فيلم بمهرجان برلين الدولى للأفلام الرقمية حصل على جائزة الجمهور - أفضل فيلم بمهرجان تورينو السينمائي أفضل فيلم دولي بمهرجان فويل السينمائي، أيرلندا حصل على جائزة بويتو شارنتس بمهرجان فسباكو السينمائي حصل على جائزة ميفتر - تيترا بالمهرجان المهرجان الدولي للسينما للافلام الرومانسية ببلجيكا حصل على جائزة الجمهور - أفضل فيلم بمهرجان كولوجن لسينما دول المتوسط حصل على جائزة سى اى سى ايه بمهرجان كارتاج السينمائي حصل على جائزة سى اى سى ايه بمهرجان ميلانو السينمائي الأفريقي |
| المسرح والأحلام (1996)               | ثلاثون دقيقة من الدراما لـ ام بى سى ، لندن | إخراج                       | ام بى سى لندن                                                                                                  | |
| حاجز بيننا (1994)                    | فيلم قصير                                  | تأليف / تمثيل /إخراج        | إنتاج | حصل على جائزة مدينة ميلانو بمهرجان ميلانو السينمائي حصل على جائزة توليرانس بمهرجان افاق افريقيا السينمائي بمونتريال التكريم بمهرجان شيكاغو السينمائي الدولي |
| اليوم الوطنى للمملكة (1994)          | فيلم وثائقى                                | إنتاج وإخراج                | لقناة ام بى سى ،لندن                                                                                           | |
| أحلام صغيرة (1993)                   | فيلم روائى طويل                            | تأليف / إخراج               | جابى خورى أفلام مصر العالمية – يوسف شاهين                                                                      | المانيا زد دى اف إختيار الفيلم كواحدة من أفضل عشرة أفلام اختيار الجمهور بمهرجان روتردام السينمائي الحصول على جائزة سامويلسون سيتي فيلم، كأفضل فيلم بمهرجان برمنغهام الدولي للسينما والتليفزيون الجائزة الكبرى لمدينة أميان بمهرجان أميان السينمائي الدولي الترشيح لكأس ذي سوثيرلاند "جتئزة بى إف اى لافضل أول فيلم جائزة أفضل موسيقى تصويرية بالمهرجان القومى للسينما جائزة أفضل سيناريو بمهرجان بان أفريقيا السينمائي ببوركينا فاسو - فيسباكو                                                                     |
| أحلام دودى (1992)                    | فيلم روائى قصير                            | تأليف /إخراج                | إن إف تى إس إنجلترا                                                                                            | |
| المسرح الألمانى الراقص في مصر (1991) | فيلم وثائقى تسجيلى                         | إنتاج وإخراج                | إنتاج معهد جوته، القاهرة                                                                                       | ARTE – Germany |
| إنت عمرى (1989)                      | فيلم قصير                                  | تأليف / إنتاج/ إخراج        | معهد جوته، القاهرة أفلام مصر العالمية يوسف شاهين                                                               | جائزة أفضل سيناريو (معهد جوته، القاهرة) مقدمة من لجنة التحكيم الألمانية في برلين جائزة ألكسندر سوكوتي بمهرجان أوبيرهاوزن للأفلام القصيرة، ألمانيا قام مهرجان نيويورك الإفريقى في عام 2009 بتكريم كافة أعمال المخرج خالد الحجر بأثر رجعي لأفلامه الكبرى |